# Brahmani
Brahmani est une rivière situé dans l'état de l'Orissa en Inde. Elle forme un delta commun avec le Mahanadi et le Baitarani.

## Géographie
D'une longueur de 799 km[réf. nécessaire].

### Bassin versant
Son bassin versant est de 39 116 km2 de superficie[réf. nécessaire].

## Hydrologie
Son régime hydrologique est dit pluvial tropical à moussons.